# ジャージー・バリア

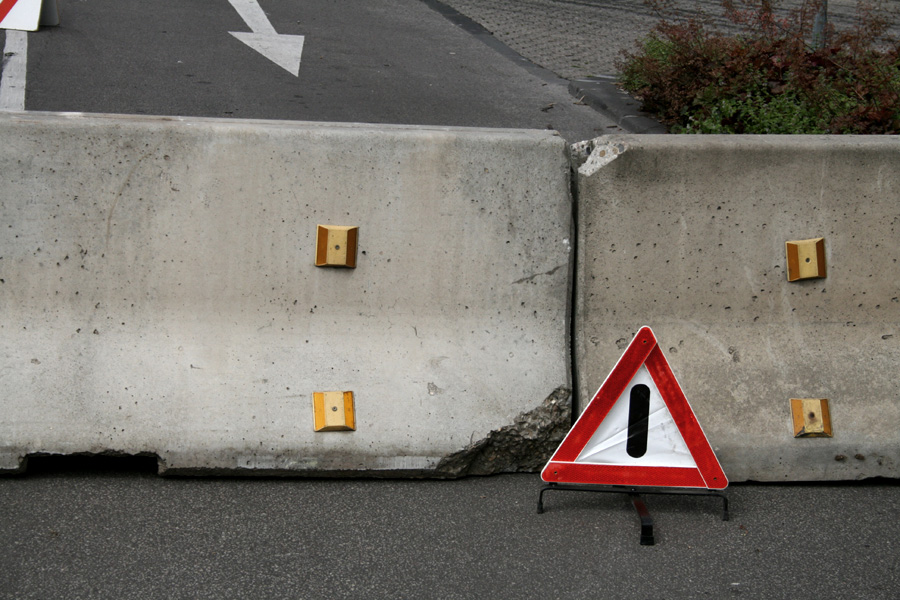
一般的なジャージー・バリア

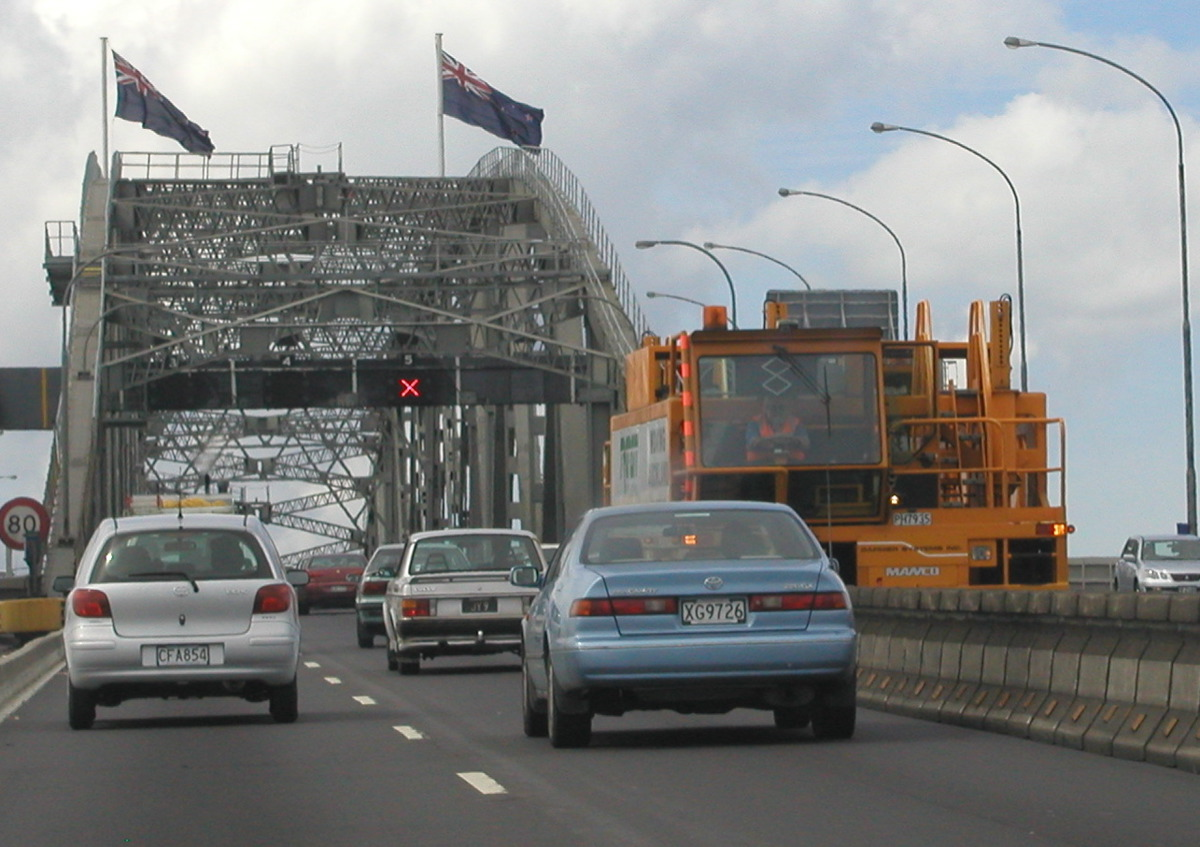
ロードジッパー車と組み合わせることで中央分離帯の移動ができる

ジャージー・バリア（英: Jersey barrier）、ジャージー・ウォール、ジャージー・バンプもしくはコンクリート防護柵（英: Concrete step barrier）とは、主に中央分離帯や車止めなどに用いられるモジュール式の車両用防護柵である。主にプレキャストコンクリート工法で製造され、側面に連結用のフックが設置されている。
これは、正面衝突の可能性のある車のはみだしを防止しつつ、偶発的な接触の際に車両の被害を最小にするように設計されている。ジャージー・バリアはまた、交通を迂回させる時、および、歩行者やハイウェイ建設時の作業者を保護するためにも用いられる。ジャージー・バリアという名前は、1950年代にハイウェイの車線を分離するための障壁として最初に使われたのがアメリカのニュージャージー州であったことからつけられたものである。 
この障壁は、Kレールという名前でも知られている。この名称は1940年代の中盤に最初にコンクリート製の中央分離帯を使い始めたカリフォルニア州で、臨時のコンクリート交通障壁として カリフォルニア州交通局の仕様書で用いられている。
時間の経過とともに、種々の類似物が造られた。オンタリオ・トール・ウォールと呼ばれる背の高い類似の障壁は、車両をより効果的に止める事ができ、また、反対車線からのヘッドライトの光を遮るという利点ももっている。その他のモジュール式類似物として、水を充填して使う樹脂製の障壁も、臨時の障壁としての使い勝手の良さから造られた。

## 開発と用途

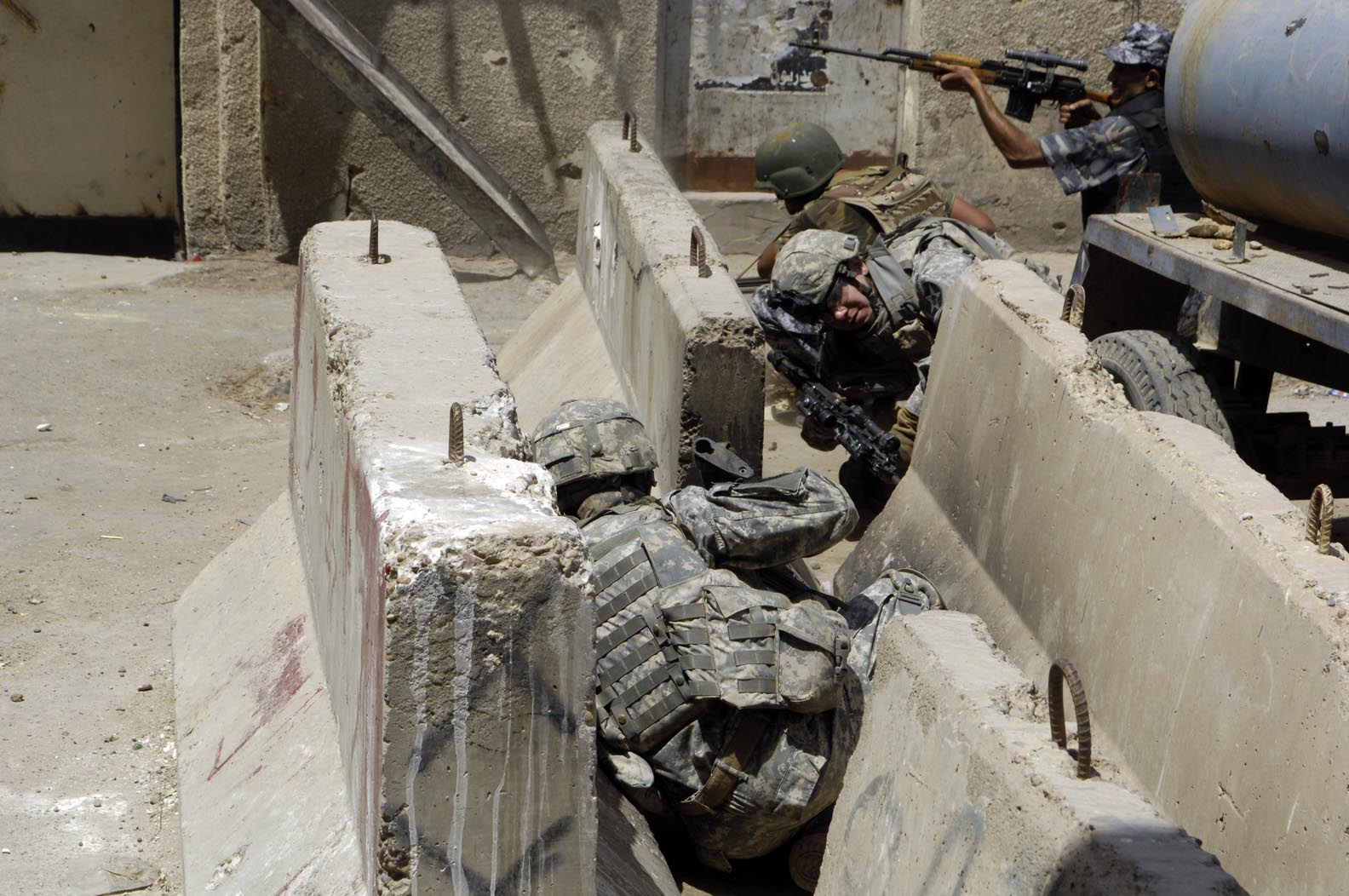
2007年にバグダッドでジャージー・バリアを銃弾よけに使う米軍

コンクリートの分離障壁が最初にいつどこで使われたのか、明確な記録は無いが、少なくとも1940年代の半ばには、カリフォルニア州ベーカーズフィールドの南、 セントラル・バレーのテハチャピ山地からくだる部分のUS-99号線で使われていた。この初代コンクリート障壁は以下の目的で開発された:(a)制御を失い障壁を突きやぶるトラックの数を減らすこと。(b)分離帯の幅が狭く事故がおきやすい場所での、費用が高く危険を伴う分離帯の維持の必要性をなくすこと。これらは、80年前と同様に今日でも懸念である。
ジャージー・バリアは、1950年代にニュージャージー州のスティーブンス工科大学において、ニュージャージ州交通局の指導の下でハイウェイの複数の車線を分離するために開発され、1959年に現在の形が導入された。標準的なジャージーバリアは、高さ32インチ(81cm)で、鉄筋コンクリートまたは樹脂でできている。
多くは、両端から突き出た鉄筋が埋め込まれた状態でつくられている。これはジャージーバリアを恒久的に設置する場合に、各ユニットの間にコンクリートを流し込んでつなぐためである。
道路建設において広く使われていることから、汎用的で移動可能な障壁として、建設工事の間、一時的なカープールレーンへの交通流の迂回、リバーシブルレーンのラッシュアワーの導流など、広範囲な適用につながった。
ジャージーバリアは、突発事故の被害低減と事故発生時の反対車線への飛び出し抑止を主目的として設計された。一般的な浅い角度での衝突では、車両のタイヤが下部の傾斜面に乗り上げることにより板金への被害を最小限に抑える。車を徐々に持ち上げ対向車線から遠ざける方に回転させて元の車線に向かわせることで、正面衝突を最小限に抑える。。
最近の変種には、定常傾斜バリアとF型バリアがある。F型バリアは外観は通常のジャージーバリアと似ているが、より高く、傾斜角度が若干異なる。

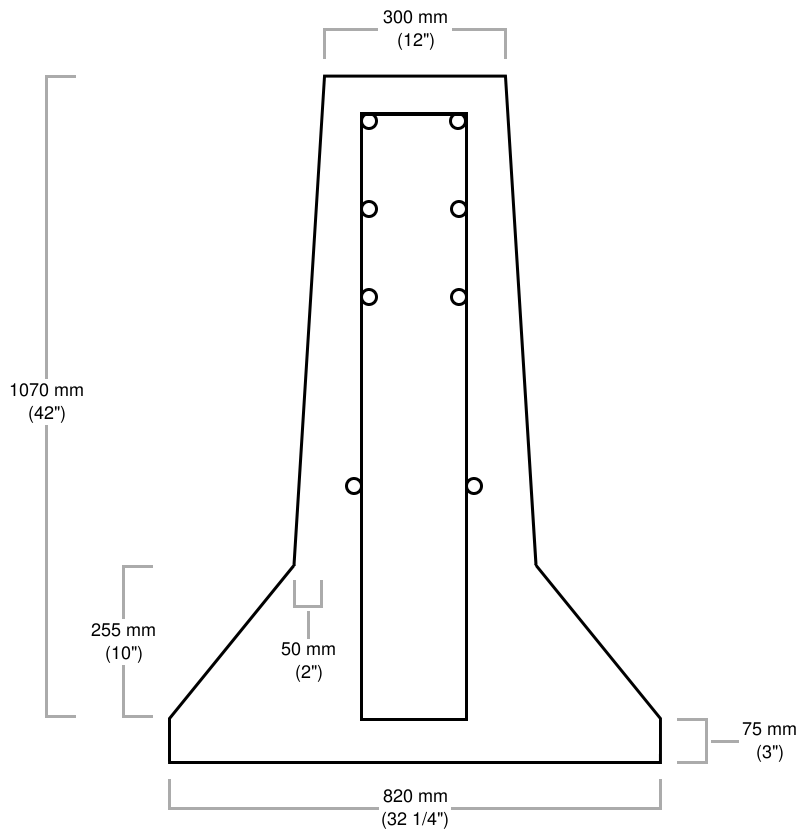
オンタリオ・トール・ウォールと呼ばれる高さが110cmと通常のジャージー・バリアより背の高い類似物

1968年にカナダのオンタリオ州で当時の高速道路局によって最初にテストされたオンタリオトールウォールは、ジャージーバリアの変形である。高さは42インチ(107cm)であり、標準的なジャージーバリアより10インチ(25cm)高い。オンタリオ州交通局は、1990年代の初めから、400番台オンタリオ・ハイウェイのガイドレール(鋼鉄のガードレールとボックスビーム)をこのトールウォールに置き換えている。トロント市では、ガーディナー・エクスプレスウェイとドン・ヴァレー・パークウェイの一部にも適用している。
ニュージャージー・ターンパイク管理局は、類似のより大幅に補強された設計のものを開発して試験した。これは、セミトレーラートラックのようなより大型の車両も効果的に車線内にとどめるように設計された 。ニューヨーク州交通局、マサチューセッツ州交通局、ニュージャージー州交通局は連邦ハイウェイ管理局の推奨により、標準的な32インチ(81cm)より高いバリアを設置してきている。
オハイオ州交通局は、成形済みのコンクリート障壁に対する設計要件を規定している 。要件を満たしている成形済みのコンクリート障壁には"350"という印をつけている。これは、全米共同道路研究プログラム報告書350に記載されている要件に準拠していることを示している。オハイオ州では、この印のないコンクリート障壁は使用が許可されていない。

## 樹脂製のジャージー・バリア

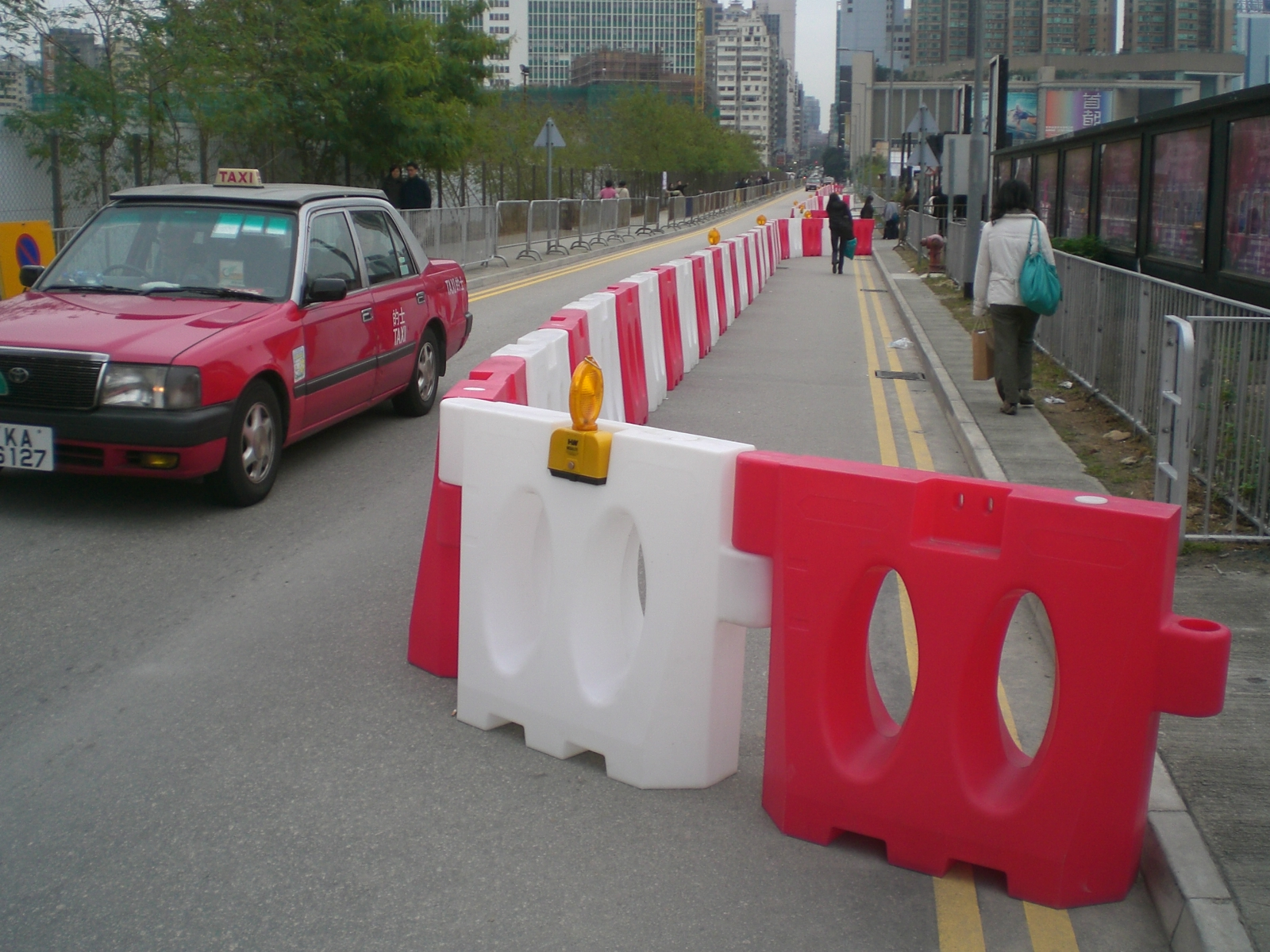
樹脂製のジャージー・バリア(香港, 2008)

中空のポリエチレン製バリアは可搬性が要求される短期的な設置用途で開発された。樹脂製のバリアは通常は設置した後に水を充填することによりある程度の衝突保護の機能を発揮し、水を抜く事により容易に撤去できる。しかし、この樹脂製のバリアは車両の向きをそらすようにはできていないので、車両に突破される恐れがある。可搬性は低下するが、水の代わりに砂を充填することもできる。